# Christodoulos I. (Athen)

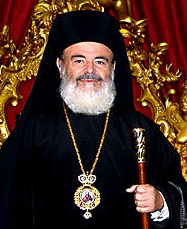
Erzbischof Christodoulos I.

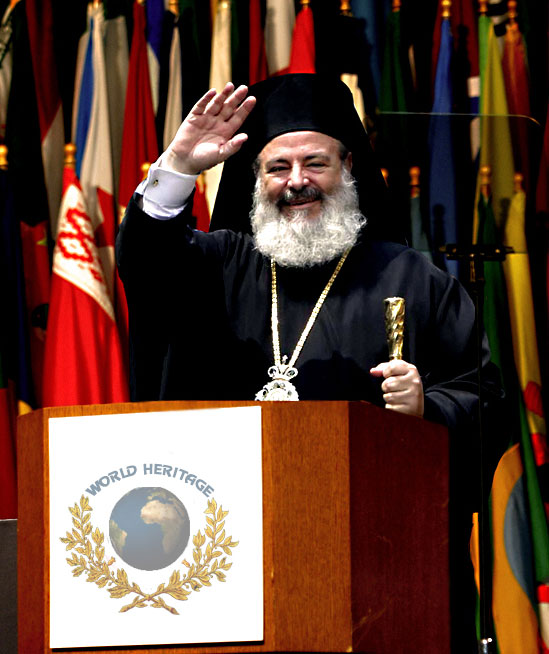

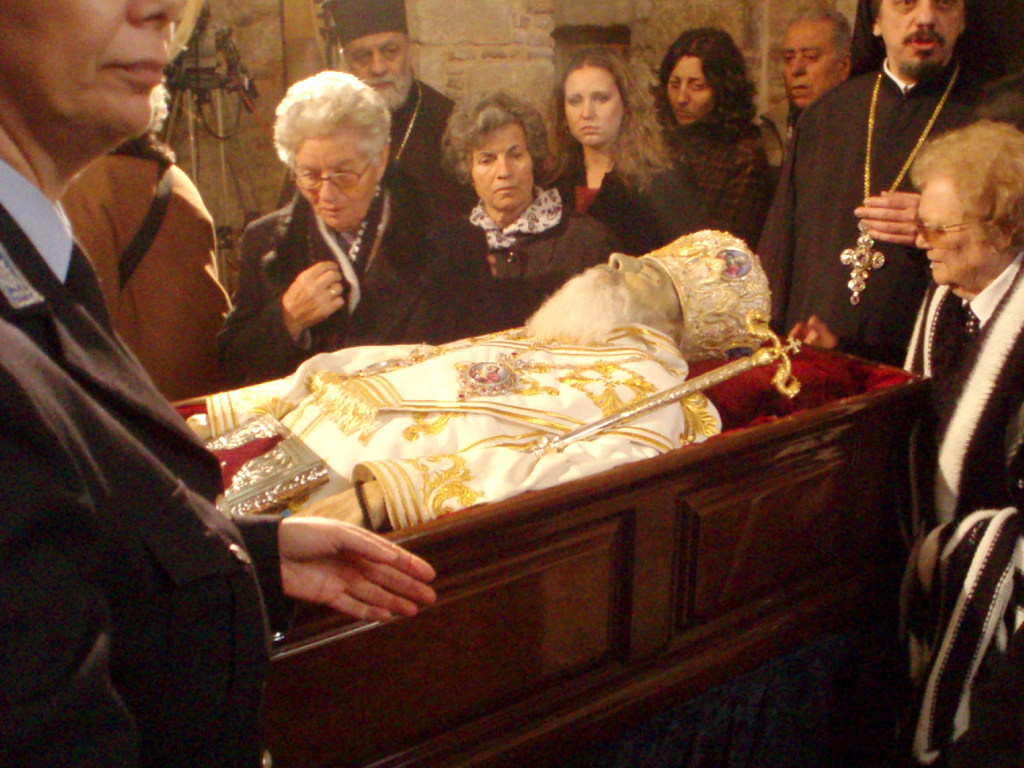

Christodoulos I. (griechisch Χριστόδουλος; * 17. Januar 1939 als Christos Paraskevaidis (Χρήστος Παρασκευαΐδης) in Xanthi; † 28. Januar 2008 ebenda) war Erzbischof von Athen und Vorsteher der autokephalen orthodoxen Kirche von Griechenland.

## Leben
Er studierte in Athen und empfing dort die Priesterweihe. Nach weiteren Studien wurde er 1967 zum Dr. theol. promoviert. Am 14. Juli 1974 wurde er zum Bischof geweiht und war von 1974 bis 1988 Metropolit von Dimitrias. Von 1985 bis 1998 war er verantwortlich für die ökumenischen Beziehungen der Kirche von Griechenland. Am 29. April 1998 wurde er zum Erzbischof von Athen und ganz Griechenland berufen.
Am 29. April 1998 wurde er vom höchsten Gremium der griechisch-orthodoxen Kirche, der Heiligen Synode, als Nachfolger von Seraphim I. zum Oberhaupt der griechisch-orthodoxen Kirche gewählt. Höhepunkt seiner Amtszeit war der Besuch von Papst Johannes Paul II. 2001 in Athen; es war der erste Besuch eines Papstes in Griechenland seit der Trennung der beiden Kirchen im Jahr 1054. Mit seinem offiziellen Gegenbesuch 2006 bei Benedikt XVI. war er als erstes Oberhaupt der griechisch-orthodoxen Kirche in Rom. In einer gemeinsamen Erklärung wurde der ausdrückliche Wille zur ökumenischen Zusammenarbeit bekundet: „Es ist unsere gemeinsame Verantwortung, in Liebe und Wahrheit die vielfältigen Schwierigkeiten und schmerzlichen Erfahrungen der Vergangenheit zu überwinden.“
Christodoulos starb an den Folgen einer Krebserkrankung. Nach Bekanntwerden seines Todes wurde in Griechenland eine viertägige Staatstrauer ausgerufen. Der Erzbischof wurde in der Athener Kathedrale aufgebahrt, wo ihm nach Angaben der griechischen Polizei mehr als 300.000 Menschen, darunter viele Jugendliche, die letzte Ehre erwiesen. Christodoulos erhielt ein Staatsbegräbnis mit den vollen Ehren eines im Amte verstorbenen Staatsoberhauptes. Am Tag seines Begräbnisses blieben Schulen und Ämter geschlossen; während der gesamten Staatstrauer wehten die Fahnen auf öffentlichen Gebäuden und den griechischen Botschaften auf halbmast. Die Göttliche Liturgie in der Kathedrale sowie die anschließende Begräbniszeremonie auf dem Ersten Athener Friedhof wurden auf Wunsch des verstorbenen Erzbischofs vom Ökumenischen Patriarchen Bartholomäus I. geleitet.
Zu seinem Nachfolger wurde 2008 der Metropolit von Theben, Hieronymus, gewählt.

## Wirken
Christodoulos galt als konservativer, aber auch streitbarer Erneuerer in der Beziehung der Kirche zur Politik und zum Volk. Er äußerte sich wiederholt negativ über die Globalisierung und die Europäische Union, unterstützte gegen den Willen der Regierung die Beibehaltung des Eintrags zur Religionszugehörigkeit im griechischen Personalausweis, und bezeichnete die Alten Griechen als „Heiden und Götzendiener“, deren Tempel zu Recht in der Spätantike größtenteils abgerissen worden seien, um Baumaterial für christliche Kirchen zu gewinnen. Großen Ärger löste seine (später relativierte) Äußerung aus, dass die Supermächte für die Terroranschläge am 11. September 2001 selbst mitverantwortlich seien. Gleichzeitig öffnete er aber die Kirche stärker für die Jugend, beendete die Verdammung moderner Pop- und Rockmusik und moderner Kleidungsstile durch die Kirche, und forderte die Jugendlichen auf, so in die Kirche zu kommen, wie sie sind. Als die sozialistische Regierung unter Kostas Simitis Privilegien der griechisch-orthodoxen Kirche abbaute und u. a. im Einklang mit den Standards der Europäischen Union beschloss, die Angabe der Religionszugehörigkeit auf Personalausweisen und Reisepässen abzuschaffen, mobilisierte Christodoulos drei Millionen Menschen zu einem Protestmarsch in Athen. Letztlich entschied aber der Oberste Gerichtshof Griechenlands zugunsten der Reform.
Wegen seiner Aktivitäten in den nordgriechischen und ägäischen Diözesen wurde 2004 vom Ökumenischen Patriarchen Bartholomäus I. zeitweilig die Abendmahlgemeinschaft mit Christodoulos I. aufgekündigt (eine Form der Exkommunikation). Der Streit darüber wurde jedoch beigelegt, sodass Christodoulos am Ende seiner Amtszeit auch mit dem Ökumenischen Patriarchen gute Beziehungen unterhielt.
Christodoulos wurde für sein Wirken mit den Ehrendoktorwürden der Universität Alexandru Ioan Cuza Iași (2000) und der Universität Craiova (2003) ausgezeichnet.